# Greg Rusedski
Gregory (Greg) Rusedski (Montreal, 6 september 1973) is een voormalig Brits tennisser, die in 1991 zijn profdebuut maakte.
Rusedski had een Britse moeder en een Canadese vader. Hij koos voor het Britse staatsburgerschap in 1995. Zijn grootste successen in het tennis betroffen het bereiken van de finale van het US Open in 1997 en de overwinning van de Grand Slam Cup in 1999. De hoogste positie die hij behaalde op de ATP-ranglijst was de vierde positie in oktober 1997.
Rusedski was in zijn tijd recordhouder wat betreft de hardste opslag: op 14 maart 1998 op het ATP-toernooi van Indian Wells, sloeg hij met een snelheid van 239,8 km/u op. Dit record werd pas in 2004 door Joachim Johansson en, bijna gelijktijdig, door Andy Roddick gebroken.

## Resultaten grandslamtoernooien
| Legenda | Legenda                          |
| ------- | -------------------------------- |
| g.t.    | geen toernooi gehouden           |
| l.c.    | lagere categorie                 |
| –       | niet deelgenomen                 |
| G       | uitgeschakeld in de groepsfase   |
| 1R      | uitgeschakeld in de eerste ronde |
| 2R      | uitgeschakeld in de tweede ronde |
| 3R      | uitgeschakeld in de derde ronde  |
| 4R      | uitgeschakeld in de vierde ronde |
| KF      | uitgeschakeld in de kwartfinale  |
| HF      | uitgeschakeld in de halve finale |
| F       | de finale verloren               |
| W       | het toernooi gewonnen            |
| w-v     | winst/verlies-balans             |

### Enkelspel
| toernooi        | 1993 | 1994 | 1995 | 1996 | 1997 | 1998 | 1999 | 2000 | 2001 | 2002 | 2003 | 2004 | 2005 | 2006 |
| --------------- | ---- | ---- | ---- | ---- | ---- | ---- | ---- | ---- | ---- | ---- | ---- | ---- | ---- | ---- |
| Australian Open | –    | 1R   | 3R   | 1R   | 1R   | 3R   | 2R   | –    | 4R   | 3R   | –    | 1R   | 2R   | –    |
| Roland Garros   | –    | 3R   | –    | 2R   | 1R   | 1R   | 4R   | 1R   | 2R   | –    | 1R   | 1R   | 1R   | 1R   |
| Wimbledon       | 1R   | 2R   | 4R   | 2R   | KF   | 1R   | 4R   | 1R   | 4R   | 4R   | 2R   | 2R   | 2R   | 1R   |
| US Open         | –    | 1R   | 1R   | 1R   | F    | 3R   | 4R   | 2R   | 3R   | 3R   | 1R   | 1R   | 1R   | 1R   |

### Mannendubbelspel
| toernooi        | 1994 | 1995 |    | 2006 |
| --------------- | ---- | ---- | -- | ---- |
| Australian Open | –    | 2R   | –  |      |
| Roland Garros   | –    | –    | 1R |      |
| Wimbledon       | 2R   | –    | –  |      |
| US Open         | 2R   | –    | –  |      |